# Центральный дом художника
Центра́льный дом худо́жника (сокр. ЦДХ) — исторический выставочный центр в Москве, учреждение Международной конфедерации союзов художников, один из самых известных комплексов подобного рода в России, существовавший с 1979 года по 2019 год. В годы существования ЦДХ делил одно здание с Третьяковской галереей (Новой Третьяковкой).
ЦДХ в Москве прекратил своё существование с апреля 2019 года, а выставочное пространство передано Новой Третьяковке.

## Общая информация
ЦДХ расположен в центре Москвы и окружён парком «Музеон». Экспозиция Музея скульптуры на открытом воздухе органично вписывается в продуманный парковый ансамбль и дополнена зонами отдыха и игровыми площадками для детей.
- Количество выставок в год — более 300.
- Посещаемость за год — около 1 млн человек.
- Экспозиционная площадь — 9 000 м².
- Количество залов — 27.
- Фонд постоянного хранения: живопись, графика, ДПИ, скульптура, плакат, изделия народных промыслов с 20-х годов XX века по настоящее время — более 46 тысяч единиц хранения.
- Киноконцертный зал — 600 мест.
- Пресс-центр — 60 мест.
- Парковка — более 500 мест.

## История проекта здания
Первоначально в сентябре 1956 года Совет министров СССР принял постановление о строительстве двух зданий — здания для Третьяковской галереи и Выставочного здания Союза художников СССР. В дальнейшем было принято решение о строительстве одного здания для двух объектов. Проект был выполнен в 1962—1963 годах и утверждён к строительству в марте 1964 года. Строительство было начато в 1965 году. Центральный дом художника открылся в ноябре 1979 года.
Основными авторами проекта здания являлись архитекторы Николай Сукоян и Юрий Шевердяев. Кроме того, в проектировании принимали участие и другие архитекторы. В работе над проектом были задействованы различные научно-исследовательские институты.

## Экспозиция

### Третьяковская галерея
Экспозиция ГТГ на Крымском валу включает в себя произведения искусства русских и советских художников, работавших в 1920—1960-е годы: Казимир Малевич, Василий Кандинский, Марк Шагал, Михаил Ларионов, Роберт Фальк, Петр Кончаловский, Юрий Пименов, Павел Корин, Павел Филонов, Александр Дейнека, Вера Мухина, Сергей Конёнков, Иван Шадр, Владимир Фаворский, художники «сурового стиля» и многие другие. Дореволюционную экспозицию на стадии проектирования было решено оставить в старом здании ГТГ в Лаврушинском переулке.
Кроме того, в здании Третьяковской галереи на Крымском Валу проходят различные выставки, разнообразные по тематике и экспозиционному материалу, устраиваются мастер-классы с известными современными художниками в рамках деятельности Клуба современного искусства.

### Центральный дом художника
В экспозиционных залах ЦДХ проводятся различные выставки современного искусства, архитектуры и дизайна. Проводятся выставки произведений художников Европы, Ближнего Востока, Азии и Америки. В частности, еще в 1980-е годы в залах ЦДХ была показана серия выставок художников мирового масштаба — Картье Брессона и Ива Сен-Лорана (Франция), Гюнтера Юккера (Германия), Френсиса Бэкона (Англия), Джорджо Моранди и Янниса Кунеллиса (Италия), Роберта Раушенберга и Джеймса Розенквиста (США), Сальвадора Дали (Испания), Жана Тенгели (Швейцария), Руфино Тамайо (Мексика), Исраил Цвайгенбаум (США).
Также в ЦДХ ежегодно проходит международная ярмарка интеллектуальной литературы «Non/fiction». Впервые ярмарка прошла в здании ЦДХ в 1999 году. Также проводятся Московский международный художественный салон ЦДХ, Ежегодная международная художественная ярмарка произведений современного мирового искусства «Арт Москва», международная выставка архитектуры и дизайна «Арх Москва», Российские Антикварные Салоны.
С 1 апреля 2019 года здание на Крымском Валу полностью перешло Третьяковской галерее.

## Планы по сносу здания
В конце августа 2008 года первый заместитель мэра Москвы Владимир Ресин подписал распоряжение о создании рабочей группы по вопросу строительства нового здания Третьяковской галереи. Им должен был стать 15-этажный дом в виде разрезанного фрукта, проект Нормана Фостера. Каждая из пяти оранжевых «долек» «Апельсина» являлся отдельным функциональным сегментом, расположенным под наклоном к сердцевине. Проект предусматривал строительство «Апельсина» на месте ЦДХ и по сути был коммерческим. Помимо музея на первых этажах он включал гостиницу, офисы и жилые апартаменты. Общая проектная площадь здания составила 80 тыс. м², что на 30 % больше нынешней площади ЦДХ (она равна 54 тыс. м²).
Данный проект вызвал резкое неодобрение общественности. Летом 2008 года в Москве был создан Общественный Совет по культурным центрам, который в качестве ближайшей задачи назвал защиту здания Центрального дома художника; в совет вошли пятьдесят человек (архитекторы, музейщики, журналисты, художники, писатели). Позднее Росохранкультура предложила признать Центральный дом художника памятником архитектуры, что защитило бы здание от сноса.
Осенью презентация проекта нового здания не состоялась, и стало известно, что «Апельсин» строиться у Крымского моста скорее всего не будет. Однако на смену ему пришёл другой проект, о котором стало известно в декабре 2008 года. Согласно новому плану, подготовленному Москомархитектурой, фасад нового здания Третьяковской галереи будет обращен к Садовому кольцу, справа от него расположится новое здание Центрального дома художника, а слева так называемый «Конференц-зал», являющийся инвестиционной составляющей проекта. Участок, который сейчас занимает ЦДХ, на плане обозначен как «Здание общественного пользования» и также отойдёт инвестору.
16 декабря 2008 года по инициативе Общественного совета по культурным центрам в Общественной палате прошли слушания, посвященные перспективам и приоритетам развития культурных институций и государственной политике в этой сфере на примере планов развития территории Парка искусств в районе Крымского Вала. В феврале 2009 года группа художников выступила с открытым письмом, в котором резко критиковала новый план перестройки ЦДХ. С открытым письмом Президенту Российской Федерации Дмитрию Медведеву и премьер-министру Владимиру Путину выступил и коллектив Государственной Третьяковской галереи. 15 февраля 2009 в Москве у входа в парк имени Горького прошел пикет в защиту Центрального дома художников и прилегающего к нему Парка искусств.
24 февраля 2009 на Крымском Валу у входа в Парк Горького прошёл митинг против сноса здания. Организатором митинга был Комитет по защите территории искусства, учрежденный незадолго до митинга и выпустивший «Открытое письмо в защиту ЦДХ». На митинге выступали многие известные деятели искусства и культуры — художники Дмитрий Гутов, Анатолий Осмоловский, Диана Мачулина, директор «Музея кино» Наум Клейман, Вероника Сукоян (дочь Николая Сукояна), Мариэтта Чудакова, директор книжного магазина «Фаланстер» Борис Куприянов, поэт Кирилл Медведев и многие другие. Перед зданием ЦДХ состоялся также брифинг Общественного совета по культурным центрам.
По окончании митинга в здании ЦДХ состоялись общественные слушания. Главный архитектор Москвы Александр Кузьмин заявил, что в бюджете РФ нет средств для реконструкции и расширения здания, поэтому «реконструкция» ЦДХ и Третьяковской галереи предполагает снос здания на Крымском валу и постройку на этом месте 17-этажного здания гостиницы. Сотрудники ЦДХ, ГТГ и Парка скульптур, а также жители района Якиманка высказались категорически против сноса здания. Всего на слушаниях присутствовало несколько сот человек, и из нескольких десятков выступавших только 6 человек (в основном представляющие руководство ГТГ и ЦДХ) одобрили планы правительства Москвы.
25 февраля 2009 года Москомнаследие заявило, что здание ЦДХ не будет поставлено под госохрану, так как не является объектом культурного наследия (с момента создания объекта прошло менее 40 лет). 2 декабря 2009 года руководство ЦДХ получило официальное распоряжение Правительства РФ № 1796-р от 28 ноября 2009 года, из которого следовало, что здание будет снесено, а Третьяковская галерея будет переведена из него в другое место.
Писатель Виктор Ерофеев так прокомментировал решение председателя Правительства РФ Владимира Путина о сносе здания:
Я просто возмущен. Мне казалось, под влиянием массовых протестов глупое решение о сносе отменили. Это плевок в лицо общественности и в лицо людей, которые имеют какой-то вес в нашем обществе.